# ローマ現代アート美術館
座標: 北緯41度54分46秒 東経12度30分7秒 / 北緯41.91278度 東経12.50194度
ローマ現代アート美術館（ローマげんだいアートびじゅつかん、伊: Museo di Arte contemporanea di Roma、略称MACRO、マクロ）はローマ市立の美術館で、市内中心部のピア門近くにある。
ローマ市内南部ピラミッド近くのテスタッチオには、その第二部門である「マクロ・フューチャー」（MACRO Future）がある。

## 歴史
1883年に「ローマ市立モダン・コンテポラリーアートギャラリー」として創設。ムッソリーニ時代、第二次世界大戦後の混乱期など、19世紀の終わりから20世紀初頭にかけて、さまざまな苦難を乗り越え、1999年よりペローニ社の旧ビール工場跡に新創設。この新しい美術館をローマ現代アート美術館（マクロ）と呼ぶようになった。
2010年に、フランス人建築家オディール・デック（Odile Decq）により新改築された。

## コレクション
創設期には、20世紀の重要なイタリア人アーティストの作品をコレクション。ジャコモ・バッラ、ジョルジョ・デ・キリコ、マリオ・マファーイ、ジーノ・セヴェリーニ、ジョルジョ・モランディ、アルベルト・サヴィニーオ、マリノ・マリーニ、カルラ・アッカルディ、アントニオ・サンフィリッポ、アキーレ・ペリッリ、ピエロ・ドラツィオ、エットーレ・コッラ、ピーノ・パスカーリ、ターノ・フェスタ、マリオ・スキファーノ、ミンモ・ロテッラ、などである。
美術館の苦難に満ちた歴史の中で一部のコレクションは散乱したが、20世紀の終わりには、一部のコレクションは再集され、カタログ化された。
21世紀には、美術館はコレクションを再開。すでに著名であるアーティスト、および現在注目が高まっている新進気鋭のアーティスト、2種類の重要なイタリア人アーティストのコレクションを再開した。集められたアーティストには、エンツォ・クッキ、ファブリス・デ・ノーラ、ダニエレ・ガッリアーノ、ルイジ・オンターニ、クリスティアーノ・ピンタルディ、ピエロ・ピッツィ・カンネッラ、ジョアッキーノ・ポントレッリ、シッスィなどである。